# Göritz (Schönwölkau)

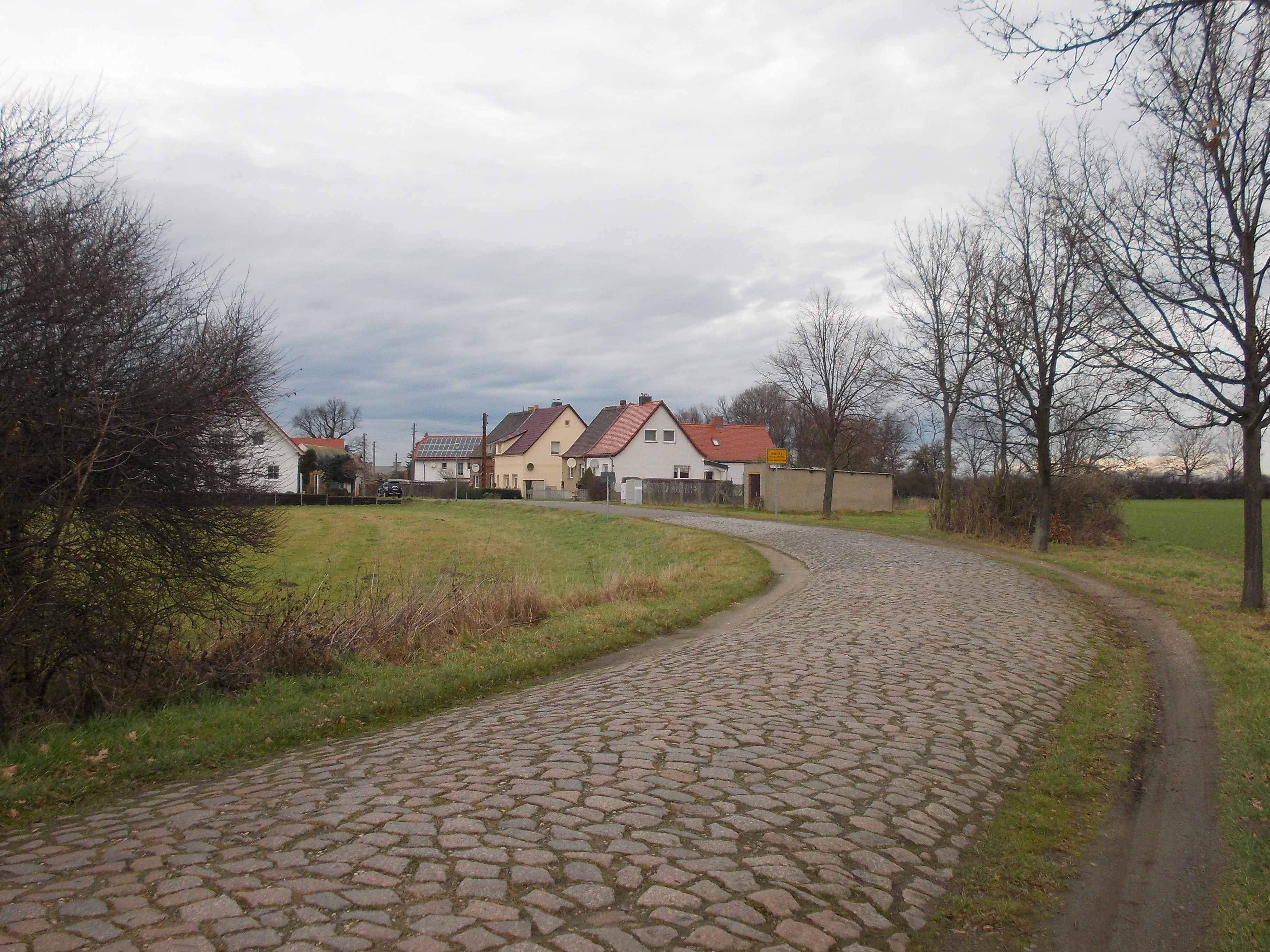
Göritz (Gemeinde Schönwölkau) von Süden

Göritz ist ein Ortsteil der Gemeinde Schönwölkau im Landkreis Nordsachsen in Sachsen. Er wurde 1950 nach Krippehna eingemeindet und 1999 nach Schönwölkau umgegliedert. Seitdem gehört er zur Ortschaft Wölkau.

## Geografie
Göritz liegt nordöstlich von Leipzig zwischen den Städten Eilenburg im Osten und Delitzsch im Westen. Der Ort befindet sich östlich des Leinebachs. 

## Nachbarorte
| Lindenhayn |                                             |           |
| Gollmenz   | Kompassrose, die auf Nachbargemeinden zeigt | Krippehna |
| Wölkau     |                                             |           |

## Geschichte
Das Runddorf Göritz in der Aue des Leinebachs wurde als „Gericz“ im Jahr 1222 erstmals urkundlich erwähnt. Das im Ort befindliche Gutshaus wurde vermutlich im Dreißigjährigen Krieg zerstört und 1725 wieder aufgebaut. 
Göritz gehörte bis 1815 als Exklave zum kursächsischen Amt Delitzsch. Den Ort umgab im Norden, Osten und Süden das Amt Eilenburg und im Westen die Exklave Lindenhayn des Amts Bitterfeld. Durch die Beschlüsse des Wiener Kongresses kam das Amt Delitzsch im Jahr 1815 zu Preußen. Dadurch wurde Göritz im Jahr 1816 dem Kreis Delitzsch im Regierungsbezirk Merseburg der Provinz Sachsen zugeteilt, zu dem der Ort bis 1952 gehörte.
Am 20. Juli 1950 wurde Göritz in das östlich gelegene Krippehna eingemeindet. Bei der Kreisreform in der DDR kam Göritz als Ortsteil von Krippehna im Jahr 1952 zum neu gebildeten Kreis Eilenburg im Bezirk Leipzig. Am 1. Januar 1974 wurde Krippehna mit Göritz nach Naundorf eingegliedert, am 14. März 1990 jedoch wieder als selbstständige Landgemeinde ausgegliedert. Bei der Kreisreform des Freistaats Sachsen im Jahr 1994 kam Göritz zum Landkreis Delitzsch, der 2008 im Landkreis Nordsachsen aufging.
Bei der Bildung der Großgemeinde Zschepplin am 1. Januar 1999 wurde Krippehna ein Ortsteil von Zschepplin. Dabei wurde Göritz nach Schönwölkau umgegliedert. Seitdem ist Göritz ein Ortsteil der Ortschaft Wölkau. Das Göritzer Gutshaus wurde in den 1990er Jahren saniert und dient gegenwärtig der Pferdehaltung und des Pferdesports.

## Persönlichkeiten
- Friedemann Steiger (* 1938), evangelischer Pfarrer und Schriftsteller